# Bank of China Building

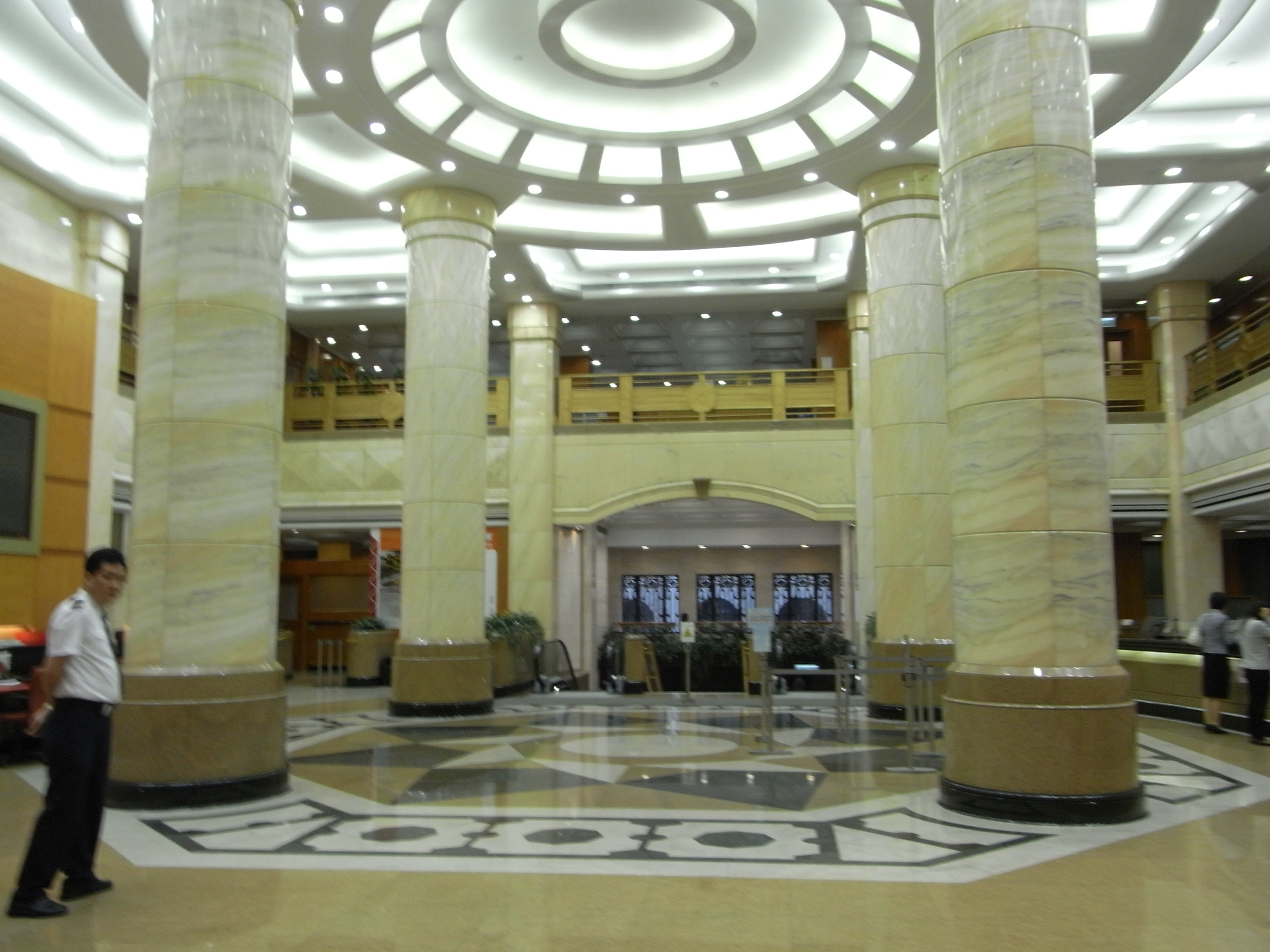
El interior del salón bancario en el estilo arquitectónico de los años cincuenta.

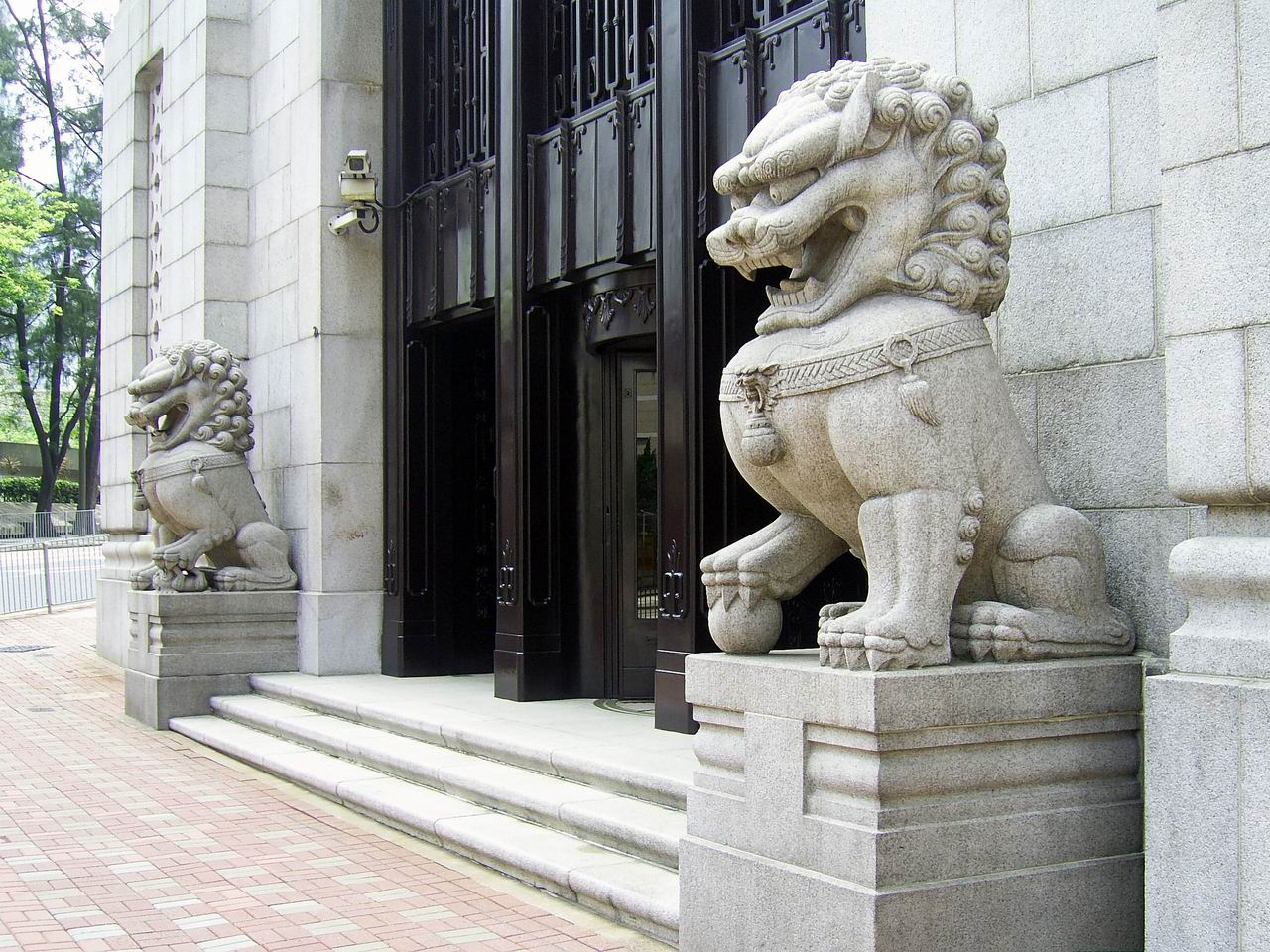
La entrada de Des Voeux Road Central.

El Bank of China Building (en chino tradicional, 中國銀行大廈) es un edificio situado en el número 2A de Des Voeux Road Central, en Central, Hong Kong, China, que contiene una sucursal del Bank of China.

## Historia
Esta parcela estaba ocupada originalmente por la parte este del antiguo ayuntamiento, que se construyó en 1869. La parte oeste del ayuntamiento se demolió en 1933 para permitir la construcción de la tercera generación del Hong Kong & Shanghai Bank Building, mientras que la parte este se demolió en 1947 para permitir la construcción del Bank of China Building.
Este edificio fue diseñado por Palmer & Turner y construido por Wimpey Construction en 1950 con el objetivo de superar a la tercera generación del cercano Hong Kong & Shanghai Bank Building y convertirse así en el edificio más alto de Hong Kong.
El Bank of China Building fue originalmente la sede del Bank of China en Hong Kong. Cuando en 1991 su sede se trasladó a la nueva Bank of China Tower, este edificio pasó a albergar la sede del Sin Hua Bank. Tras la reestructuración de los bancos chinos y la creación del Bank of China (Hong Kong) en 2001, el edificio volvió a ser usado por el Bank of China y actualmente es una sucursal.
Las tres plantas más altas del edificio (13, 14 y 15) contienen el China Club, un club y restaurante de estilo retro, que abrió sus puertas el 8 de septiembre de 1991.